# 4-氨基水杨酰肼
4-氨基水杨酰肼是一种有机化合物，化学式为C7H9N3O2。

## 制备与反应
4-氨基水杨酰肼可由4-氨基水杨酸甲酯和水合肼回流反应制得。
它和2,4-二甲基-3-戊酮反应，可以得到N'-(2,4-二甲基-3-戊亚基)-4-氨基水杨酰肼。